# Hieroteusz (Malicki)
Hieroteusz, imię świeckie Joannikij Malicki (ur. 1727 na Czernihowszczyźnie, zm. 22 sierpnia?/2 września 1799) – biskup Rosyjskiego Kościoła Prawosławnego. 

## Życiorys
Ukończył seminarium duchowne w Woroneżu, po czym został w nim zatrudniony jako wykładowca, następnie kaznodzieja i prefekt. Następnie ukończył Akademię Słowiańsko-Grecko-Łacińską w Moskwie. W 1758 złożył wieczyste śluby mnisze. W 1762 został przełożonym monasteru Narodzenia Matki Bożej w Domnicy. Po dziesięciu latach został przeniesiony do monasteru św. św. Borysa i Gleba w Czernihowie, gdzie objął analogiczne obowiązki. W 1774 został archimandrytą i przełożonym Jeleckiego Monasteru Zaśnięcia Matki Bożej w Czernihowie. W 1786 został dodatkowo rektorem seminarium duchownego w Czernihowie. 
6 grudnia 1788 przyjął chirotonię biskupią i został biskupem czernihowskim i nieżyńskim. Osiem lat później Świątobliwy Synod Rządzący mianował go metropolitą kijowskim i włączył w skład swoich stałych członków. W Kijowie okazał się zdolnym administratorem, działał także na rzecz poprawy moralnego i umysłowego poziomu duchowieństwa, opiekował się Akademią Mohylańską. Zmarł w 1799 i został pochowany w soborze Mądrości Bożej w Kijowie.
Był ostatnim hierarchą pochodzenia ukraińskiego pełniącym urząd metropolity kijowskiego po włączeniu metropolii kijowskiej do Patriarchatu Moskiewskiego. Po jego śmierci urząd ten objął duchowny pochodzący z Mołdawii, po nim zaś do 1921 katedrę tę obejmowali wyłącznie Rosjani.